# Ponta Grossa
Ponta Grossa là một đô thị thuộc bang Paraná, Brasil. Đô thị này có diện tích 2063,697 km², dân số năm 2007 là 311106 người, mật độ 150,8 người/km².